# Dermatocorticosteroïden
Dermatocorticosteroïden zijn corticosteroïden die in de dermatologie als geneesmiddel worden gebruikt. Ze zijn ingedeeld in sterkteklassen, gebaseerd op de mate van vasoconstrictie die door het middel veroorzaakt wordt. Sterkere middelen hebben beter effect, maar geven ook eerder bijwerkingen (daarover is discussie). Bij het voorschrijven van een corticosteroïde zal de arts onder andere met de sterkteklasse rekening houden.

## Sterkteklassen
- Klasse 1: Zwak werkzaam
- Klasse 2: Matig sterk werkzaam
- Klasse 3: Sterk werkzaam
- Klasse 4: Zeer sterk werkzaam

| Corticosteroïde          | Klasse | Geregistreerde merknamen       |
| ------------------------ | ------ | ------------------------------ |
| Betamethasondipropionaat | 3-4    | Diprosone, Diprolene           |
| Betamethasonvaleraat     | 2-3    | Betnelan, Celestoderm          |
| Clobetasol               | 4      | Dermovate, Eczoria             |
| Clobetason               | 2-3    | Emovate                        |
| Desoximetason            | 3      | Ibaril, Topicorte              |
| Fluticason               | 2-3    | Cutivate, Flixotide, Flixonase |
| Hydrocortison            | 1      |                                |
| Hydrocortisonbutyraat    | 2      | Locoid                         |
| Mometason                | 3      | Elocon                         |
| Triamcinolonacetonide    | 2      | Triamcinolon                   |

## Achtergrond
- In verschillende bronnen worden verschillende indelingen gebruikt, soms verschilt ook het aantal klassen. Bovenstaande indeling is ongeveer gelijk aan het Farmacotherapeutisch Kompas en de Richtlijn Dermatocorticosteroïden van de Nederlandse Vereniging voor Dermatologie en Venereologie (NVDV).
- De sterkte van een corticosteroïd op de huid wordt mede bepaald door de vraag hoe goed het middel door de hoornlaag kan dringen.
  - De dikte van huid en hoornlaag verschilt van plek tot plek. Oogleden en scrotum hebben sterke opname van corticosteroïden. Handpalm en rug nemen maar weinig op. Maar ook de strekzijde van de arm laat minder door dan de buigzijde.
  - Propyleenglycol is een penetration-enhancer. Daardoor werkt betametason mét propyleenglycol sterker dan zonder.
  - Door een plastic pleister over de behandelde plek te plakken (=occlusie), kan de zalf beter doordringen en zal sterker werken (en eerder bijwerkingen geven).
  - Een zalf werkt vaak sterker dan een creme, omdat de werkzame stof beter aan de huid wordt afgegeven en de zalf de doorlaatbaarheid van de huid verhoogt.
- Verschillende aandoeningen zijn meer of minder gevoelig voor corticosteroïden. Eczeem reageert goed en kan vaak met klasse 1-2 behandeld worden. Bij psoriasis is vaak klasse 3-4 nodig.